# Flugplatz Illesheim

i7
i11
i13
Der Flugplatz Illesheim (IATA-Code: ILH, ICAO-Code: ETIK) ist ein Militärflugplatz direkt südlich von Illesheim, der früher ein Fliegerhorst der Luftwaffe der Wehrmacht war. Heute wird der Flugplatz als Hubschrauberlandeplatz der United States Army (US Army) genutzt. Diese bezeichnet den Stützpunkt als Illesheim Army Heliport (Illesheim AHP) bzw. seit 2015 als Illesheim Army Airfield; die zugehörige Kaserne heißt Storck Barracks. Wie auch der nahegelegene Ansbach AHP gehört er zur US Army Garrison (USAG) Ansbach.
Der Platz ist die Haupteinsatzbasis von in Europa agierenden US-amerikanischen Heeresfliegerbrigaden, Combat Aviation Brigades (CAB), die einen Mix aus AH-64-Apache-Kampfhubschraubern und Transporthubschraubern der Typen CH-47 Chinook und UH/HH-60 Blackhawk betreiben.

## Geschichte

### Fliegerhorst der Luftwaffe
Zwischen 1935 und 1936 wurde der Fliegerhorst angelegt und am 1. Oktober 1936 in Betrieb genommen. Zuerst lagen hier bis 1939 die Flugzeugführerschulen FFS B und FFS C, bevor von 1941 bis 1942 die LKS 2 (Luftkriegsschule) den Platz nutzte. Die folgende Tabelle zeigt ausgewählte fliegende aktive Einheiten (ohne Schul- und Ergänzungsverbände), die im Fliegerhorst Illesheim zwischen 1937 und 1945 stationiert waren.
| Von            | Bis            | Einheit                                            | Ausrüstung                                 |
| -------------- | -------------- | -------------------------------------------------- | ------------------------------------------ |
| April 1937     | Juni 1938      | III./KG 355 (III. Gruppe des Kampfgeschwaders 355) | Junkers Ju 52/3m g3e, Heinkel He 111E      |
| November 1938  | Dezember 1938  | I./JG 143 (I. Gruppe des Jagdgeschwaders 143)      | Arado Ar 68E, Messerschmitt Bf 109D        |
| Januar 1939    | April 1939     | I./ZG 143 (I. Gruppe des Zerstörergeschwaders 143) | Arado Ar 68E, Messerschmitt Bf 109D        |
| Mai 1939       | August 1939    | I./ZG 52                                           | Messerschmitt Bf 109D                      |
| März 1940      | Mai 1940       | III./KG 2                                          | Dornier Do 17Z                             |
| Dezember 1940  | April 1941     | III./KG 76                                         | Dornier Do 17Z, Junkers Ju 88A             |
| Mai 1943       | September 1943 | I./KG 51                                           | Junkers Ju 88A-14, Messerschmitt Me 410A-1 |
| September 1943 | Dezember 1943  | III./KG 51                                         | Junkers Ju 88A-4, Messerschmitt Me 410A-1  |
| März 1944      | Juni 1944      | I./NJG 6 (I. Gruppe des Nachtjagdgeschwader 6)     | Messerschmitt Bf 110                       |
| Mai 1944       | Juni 1944      | III./JG 54                                         | Messerschmitt Bf 109G-6                    |

Mitte April 1945 wurde der von den abziehenden deutschen Truppen geräumte Flugplatz von der US-Armee besetzt und nach kurzer Instandsetzung als Advanced Landing Ground ALG R-10 noch kurze Zeit als Einsatzflugfeld von der Ninth Air Force der United States Army Air Forces (USAAF) genutzt. Hier lagen ab Ende April die P-47 der 48th Fighter Group und zusätzlich ab Anfang Mai auch noch die der 362d Fighter Group. Die „Thunderbolts“ wurde Ende Juli 1945 abgezogen.

### Illesheim Air Depot/Storck Barracks

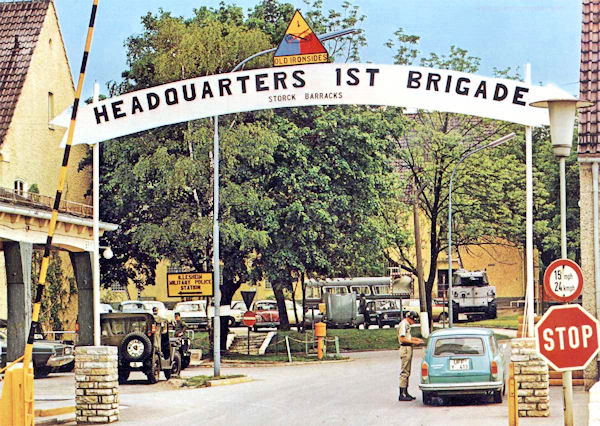
Eingang zu den Storck Barracks 1968

Nach Abzug der Kampfflugzeuge wurde der Standort zunächst ein Wartungs- und Logistikstandort der USAAF und im Mai 1947 an die United States Army übergeben, die ihn in Storck Barracks (nach Colonel Louis J. Storck) umtauften. Eine Vielzahl verschiedener Verbände Bodentruppen nutzte die Kaserne in den folgenden Jahrzehnten, darunter 1957/59 mit der 3rd Aviation Company und ihren U-1A auch eine Flugzeugkompanie.
Im Winter 1954/55 wurde Illesheim Standort von Hubschraubern der amerikanischen Heeresflieger. Zunächst handelte es sich um die H-19 des 47th Medical Detachment (HA), die hier bis August 1961 stationiert waren. Nächster Nutzer waren anschließend die H-37 der 90th Aviation Company, die hier bis 1968 stationiert waren und dann nach Hanau verlegt wurden. Später lag hier 175 Aviation Company, die zur 11th Aviation Group gehörte.
Zwischen 1985 und 1987 wurde ein Flugsimulator errichtet und noch im gleichen Jahr trafen die ersten AH-64A Apache-Kampfhubschrauber der neu aufzustellenden 2nd Squadron, 6th Cavalry in Illesheim ein. Im August 1988 wurde Illesheim Hauptquartier der zuvor in Schwäbisch Hall stationierten 11th Aviation Brigade (11th Avn Bde) und ab 1990 kam mit der 6th Squadron, 6th Cavalry Regiment eine zweite „Apache“-Staffel nach Franken.
Die Umrüstung auf die AH-64D wurde im Juli 2002 bei der 6. und 2004 bei der 2. Staffel abgeschlossen. Nach einer Umorganisation, die die Deaktivierung der 11th Avn Bde mit sich brachte, beherbergte die Basis von 2006 bis 2015 zwei mit je 24 AH-64D ausgerüstete Bataillone der 12th Combat Aviation Brigade (12th CAB), das 2-159th und das 3-159th Attack-Reconnaissance Bataillon (ARB).
Am 29. April 2015 gab die United States Army im Zusammenhang mit der Umstrukturierung der 12. Combat Aviation Brigade (12th CAB) eine umfangreiche Truppenreduzierung bekannt. Die Reduzierung begann dann bereits im folgenden August, als die ersten Apaches nach Alaska transportiert wurden und das 3-159th ARB in Folge aufgelöst wurde. Das 2-159th ARB wurde dann im Oktober 2015 1-3rd ARB umbenannt und einige Zeit später nach Ansbach verlegt.

## Heutige Nutzung
Der Flugplatz diente seit Abzug der fliegenden Verbände der 12th CAB von 2016 bis 2022 als Hauptquartier sogenannter „Rotationseinheiten“, Operation Atlantic Resolve (OAR), anderer Kampfbrigaden, die temporär für in der Regel zirka neun Monate aus den USA nach Europa verlegt werden und dabei auch von anderen Stützpunkten, vorwiegend im östlichen Mitteleuropa, aus operieren. Im Sommer 2022 wurde das Hauptquartier der jeweiligen Streitmacht von Illesheim ins polnische Powidz verlagert, wo im September 2022 auch erstmals die „Stabübergabe“ zwischen zwei Kontingenten erfolgte.
Auch nach dem Umzug des Hauptquartiers ist Illesheim Stützpunkt für Teile der Kampfbrigaden. In der Anlage befinden sich hochmoderne Flugsimulatoren zur Ausbildung von Hubschrauberpiloten und eine hocheffektive Hubschrauber-Instandsetzungs-Einheit.

### Kontingente
Das Gros der Luftfahrzeuge eines Kontingents sind zu zirka 2/3 solche des Typs „Black Hawk“ und 1/4 „Apache“. Hinzu kommen eine Handvoll „Chinooks“. Bei der in der Tabelle angegebenen Anzahl an Luftfahrzeugen handelt es sich um das Gesamtkontingent, inkl. der auf den vorgeschobenen Basen stationierten Exemplare.
| Datum                                    | Verband (Heimatbasis)                                | Anzahl Hubschrauber                                               |
| ---------------------------------------- | ---------------------------------------------------- | ----------------------------------------------------------------- |
| 9. März 2017 bis 7. November 2017        | 10th CAB (Fort Drum/NY), 1-501st ARB (Fort Bliss/TX) | 85                                                                |
| 7. November 2017 bis 2. Juli 2018        | 1st Cavalry Division (Fort Hood/TX)                  | 95, inklusive der ersten AH-64 der Baureihe E überhaupt in Europa |
| 2. Juli 2018 bis 21. Februar 2019        | 4th CAB (Fort Carson/CO)                             | 89                                                                |
| 21. Februar bis 1. November 2019         | 1st CAB (Fort Riley/KS)                              | 80                                                                |
| 1. November 2019 bis 17. Juli 2020       | 3rd CAB (Fort Stewart/GA)                            | 80                                                                |
| 17. Juli 2020 bis 1. April 2021          | 101st CAB (Fort Campbell/KY)                         | 79                                                                |
| 1. April bis 15. Dezember 2021           | 1st CAB (Fort Riley/KS)                              | 85                                                                |
| 15. Dezember 2021 bis 12. September 2022 | 1st ACB (Fort Hood/TX)                               | 87                                                                |

(Für spätere Kontingente siehe bei Militärflugplatz Powidz.)